# Christine Laure
Christine Laure est une entreprise française de prêt à porter féminin fondée en 1961 à Gray (Haute-Saône), spécialisée dans l'habillement des femmes de 50 ans et plus.
En 2012, l'enseigne comptait 150 boutiques et confectionnait 10 % de sa production sur un site industriel à Gray. Le reste de la production était produit en Asie ou en Tunisie.

## Histoire
En 2022, cherchant à se diversifier, l'entreprise lance un nouveau concept de boutique : ODUO Collections. Ces boutiques regroupent plusieurs marques de prêt à porter pour femmes et hommes pour répondre à une cible plus diversifiée. On y trouve les marques Christine Laure, Geox, Cambridge, Delahaye, Lady Delahaye, Bayard et Collines de Provence. En avril 2025, il y avait 3 boutiques en France : Besançon (25), Bretigny (91) et Les Ulis (91).
En août 2024, la direction, composée des enfants des fondateurs, annonce demander une période de redressement judiciaire au tribunal de commerce de Dijon. L'entreprise compte alors 145 magasins en France et distribue également ses produits via 200 revendeurs multimarques.
Dans le cadre de sa restructuration, Christine Laure a annoncé en décembre 2024 le licenciement économique de plusieurs employés à Gray et Dijon. Malgré ces défis, l'entreprise affiche des signes positifs. Elle a modernisé son site web, amélioré ses collections avec des prix plus accessibles et renforcé sa présence en ligne, qui représentait près de 10 % du chiffre d'affaires en janvier 2025.

## Chiffre d'affaires
En 2023, elle réalise un chiffre d'affaires de 61 millions d'euros HT, similaire à celui de l'année précédente.